# Montmirey-la-Ville
Montmirey-la-Ville ist eine in französische Gemeinde mit 170 Einwohnern (Stand 1. Januar 2022) im Département Jura in der Region Bourgogne-Franche-Comté. Sie gehört zum Arrondissement Dole und zum Kanton Authume. 

## Geographie
Die Gemeinde liegt rund 14 Kilometer nördlich von Dole. Die Nachbargemeinden sind Montmirey-le-Château im Nordosten, Moissey im Südosten, Frasne-les-Meulières im Südwesten und Pointre im Nordwesten.

## Bevölkerungsentwicklung
| Jahr                       | 1962 | 1968 | 1975 | 1982 | 1990 | 1999 | 2006 | 2016 |
| -------------------------- | ---- | ---- | ---- | ---- | ---- | ---- | ---- | ---- |
| Einwohner                  | 180  | 161  | 117  | 165  | 199  | 198  | 184  | 179  |
| Quellen: Cassini und INSEE |      |      |      |      |      |      |      |      |

## Sehenswürdigkeiten
- Château de Montmirey-la-Ville, Schloss aus dem 19. Jahrhundert – Monument historique[1]
- Prähistorische Siedlung aus der Eisenzeit am Mont-Guérin – Monument historique[2]

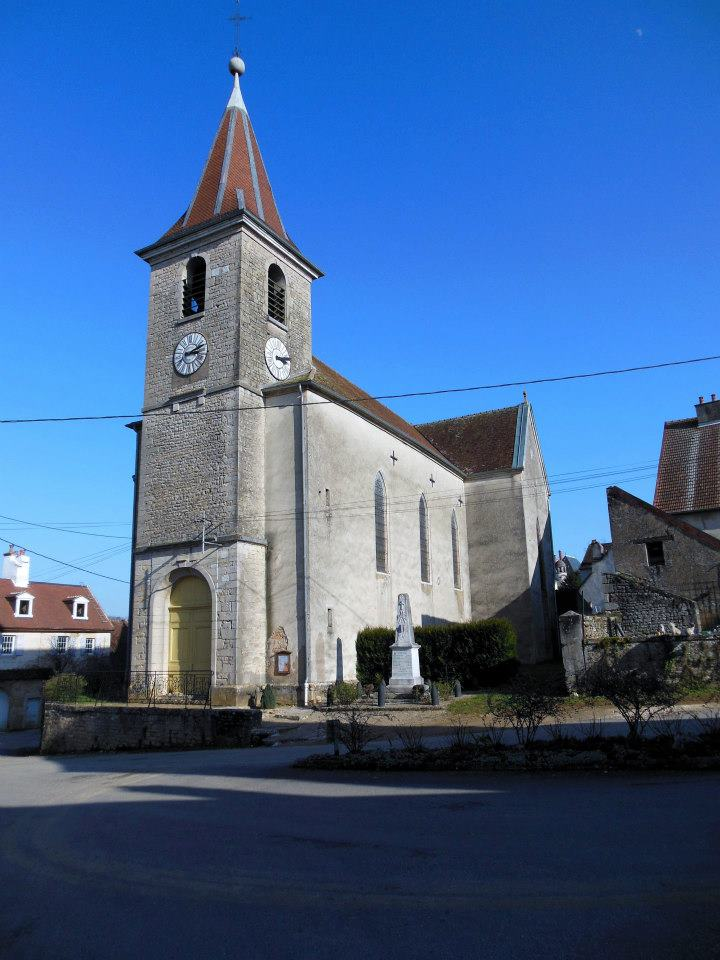
Kirche Saint-Didier